# IZAR
Izar construcciones navales è stata una società di cantieristica navale spagnola che ha operato nel campo delle costruzioni navali, sia per settore militare che civile, nata nel luglio 2000 in seguito alla fusione tra Astilleros Españoles (AESA), società che operava nel settore della cantieristica civile e la Bazán che operava nel settore delle costruzioni navali militari. Tra le imprese di costruzioni navali era la quinta più grande d'Europa e la nona più grande del mondo, con cantieri in tutta la Spagna.
Nel dicembre 2004 la SEPI, società pubblica che gestiva e deteneva la proprietà dell'impresa, ha scorporato il settore militare creando nel marzo del 2005 la società Navantia con stabilimenti a Ferrol, Fene, Puerto Real, San Fernando, Cadice e Cartagena ed essendo la produzione civile degli stessi cantieri limitata al 20% delle attività totali del gruppo, nell'aprile del 2005 per la IZAR  è stata avviata la procedura di liquidazione e da allora la società non può sottoscrivere altri contratti. Sulla crisi dei cantieri spagnoli è stata realizzata nel 2002 la pellicola I lunedì al sole di Fernando León de Aranoa in cui si parla dei lavoratori del cantiere di Vigo rimasti senza lavoro, in seguito al processo di riconversione industriale del loro cantiere.